# Булоњ на Мору
Булоњ на Мору (фр. Boulogne-sur-Mer, хол. Bonen, Beunen) град је у Француској у региону О де Франс, у департману Па де Кале.
По подацима из 2010. године број становника у месту је био 43.070, а густина насељености је износила 5115 становника/км². У ширем градском подручју је 2009. живело 133.583 људи.
Булоњ се налази на туристички значајној Опалној обали (фр. Côte d'Opale) уз обалу канала Ламанш. То је највећа рибарска лука Француске. Посебно је значајан улов харинге.

## Историја
Град Булоњ су основали Римљани под именом Portus Itius. У средњем веку био је центар истоименог војводства око кога су се надметали Француска и Енглеска.
Градски звоник из 12. века је под заштитом Унеска.

## Географија

### Клима
| Клима (Булоњ на Мору)       | Клима (Булоњ на Мору) | Клима (Булоњ на Мору) | Клима (Булоњ на Мору) | Клима (Булоњ на Мору) | Клима (Булоњ на Мору) | Клима (Булоњ на Мору) | Клима (Булоњ на Мору) | Клима (Булоњ на Мору) | Клима (Булоњ на Мору) | Клима (Булоњ на Мору) | Клима (Булоњ на Мору) | Клима (Булоњ на Мору) | Клима (Булоњ на Мору) |
| Показатељ \ Месец           | .Јан.                 | .Феб.                 | .Мар.                 | .Апр.                 | .Мај.                 | .Јун.                 | .Јул.                 | .Авг.                 | .Сеп.                 | .Окт.                 | .Нов.                 | .Дец.                 | .Год.                 |
| --------------------------- | --------------------- | --------------------- | --------------------- | --------------------- | --------------------- | --------------------- | --------------------- | --------------------- | --------------------- | --------------------- | --------------------- | --------------------- | --------------------- |
| Апсолутни максимум, °C (°F) | 15,0 (59)             | 17,4 (63,3)           | 22,6 (72,7)           | 26,0 (78,8)           | 31,2 (88,2)           | 32,6 (90,7)           | 34,0 (93,2)           | 34,8 (94,6)           | 30,8 (87,4)           | 27,2 (81)             | 18,5 (65,3)           | 17,2 (63)             | 34,8 (94,6)           |
| Средњи максимум, °C (°F)    | 6,9 (44,4)            | 6,9 (44,4)            | 9,4 (48,9)            | 12,2 (54)             | 15,6 (60,1)           | 17,9 (64,2)           | 20,2 (68,4)           | 20,6 (69,1)           | 18,4 (65,1)           | 14,8 (58,6)           | 10,6 (51,1)           | 7,6 (45,7)            | 20,6 (69,1)           |
| Просек, °C (°F)             | 5,0 (41)              | 4,8 (40,6)            | 7,1 (44,8)            | 9,3 (48,7)            | 12,5 (54,5)           | 15,0 (59)             | 17,3 (63,1)           | 17,8 (64)             | 15,7 (60,3)           | 12,4 (54,3)           | 8,5 (47,3)            | 5,6 (42,1)            | 10,9 (51,6)           |
| Средњи минимум, °C (°F)     | 3,0 (37,4)            | 2,7 (36,9)            | 4,6 (40,3)            | 6,3 (43,3)            | 9,4 (48,9)            | 12,0 (53,6)           | 14,4 (57,9)           | 14,9 (58,8)           | 13,0 (55,4)           | 10,0 (50)             | 6,3 (43,3)            | 3,5 (38,3)            | 8,3 (46,9)            |
| Апсолутни минимум, °C (°F)  | −13,4 (7,9)           | −13,6 (7,5)           | −7,8 (18)             | −2,0 (28,4)           | 1,6 (34,9)            | 4,0 (39,2)            | 8,0 (46,4)            | 9,0 (48,2)            | 5,8 (42,4)            | −1,0 (30,2)           | −5,6 (21,9)           | −9,6 (14,7)           | −13,6 (7,5)           |
| Количина падавина, mm (in)  | 63,0 (24,8)           | 37,5 (14,76)          | 46,2 (18,19)          | 44,7 (17,6)           | 50,6 (19,92)          | 49,7 (19,57)          | 54,7 (21,54)          | 46,7 (18,39)          | 60,4 (23,78)          | 83,4 (32,83)          | 84,6 (33,31)          | 81,1 (31,93)          | 702,6 (276,61)        |
| [ тражи се извор ]          |                       |                       |                       |                       |                       |                       |                       |                       |                       |                       |                       |                       |                       |

## Демографија
| 1962.  | 1968.  | 1975.  | 1982.  | 1990.  | 2011.  |
| ------ | ------ | ------ | ------ | ------ | ------ |
| 49.281 | 49.276 | 48.440 | 47.653 | 43.678 | 42.680 |

## Партнерски градови
- Констанца
- Фокстон
- Ла Плата
- Цвајбрикен
- Сафи